# 有职故实
有职故实（有職故実，ゆうそくこじつ），又称有识故实，是在儒学明经道、纪传道的影响下出现的对日本历史、文学、官职、朝廷礼仪、装束传统进行考证的学问。出自《续日本纪》“応神天皇命上毛氏遠祖荒田別使於百済搜聘有識者”。有职故实分为公家有职故实和武家有职故实。室町时代的武家有职故实主流是伊勢貞陸的伊勢流礼法和小笠原流礼法。德川家康把小笠原流立为官学以来，通过私塾讲授使小笠原流礼法广泛传播。日本江户所采用的是受朱子家礼所影响的武家小笠原流礼法，这是现代日本礼仪和现代和服的基础。1935年（昭和10）至1938年日本战时体制移行期的国民礼法构想，强化作法教育也是基于小笠原流礼法。1938（昭和13）～1939年『礼仪作法全集』9巻刊行，1941年日本文部省制定《礼法要项》普及了小笠原礼法。

## 相關項目
- 有職
- 有職読み
- 日本史
- 法制史
- 山形县立米泽女子短期大学
- 日本文化大学
- 宮中祭祀（日语：宮中祭祀）
- 日本官制